# 삼공일 삼공이
《삼공일 삼공이》(301 302)는 박철수 감독의 1995년 영화이다.

## 개요
301호에 사는 송희(방은진)는 탐식증, 맞은편인 302호의 윤희(황신혜)는 거식증 환자이다. 송희는 부지런히 음식을 장만하여 윤희에게 먹이려 하지만 번번히 구토를 하게 되고, 결국 윤희를 재료로 한 음식을 만들어 먹기에 이른다. 음식을 소재로 하여 지평 확대를 꾀하지만 사람을 요리했다는 충격은 충분히 전율적이다. 벽이 보이는 소재의 한계라는 비난에도 불구하고 <301·302>가 전혀 새로운 컬트 영화인 것은 그 때문이다. 남자가 가해자로 등장은 하지만 어떻게 보면 <301·302>는 실존적 고독의 늪에서 허우적거리며 빠져나오지 못하는 인간의 소외문제를 그린 것으로 읽히기도 한다. 라스트 신의 자막 "그것으로 고독은 끝난 것일까, 두 여자가 해결한 것은 무엇일까"가 그런 느낌을 도와준다. 박감독은 한겨레 신문사가 발행하는 '씨네 21' 창간호 대담에서 밝혔듯이 어쨌거나 <301·302>는 우리영화의 소재영역을 확대한 그 자체만으로도 가치가 있거니와 황신혜·방은진의 연기가 컬트적 분위기를 십분 살리기도 했다.

## 캐스팅
- 방은진 : 301호 / 송희 역
- 황신혜 : 302호 / 윤희 역
- 김추련 : 형사 김형두 역
- 박철호 : 강준식 역
- 최재영 : 아버지 역
- 장영주 : 어머니 역
- 박영록 : 형사 역
- 이지연 : 고등학생 윤희 역
- 노유림 : 진영 역
- 정희경 : 진영 모 역
- 임주연 : 여자 역
- 홍승희 : 아이 역
- 정유진 : 아이 역